# Хилл, Мадди
Мадди Хилл (англ. Maddy Hill; род. 19 марта 1990) — британская актриса, наиболее известная своей ролью Нэнси Картер в долгоиграющей популярной мыльной опере BBC «Жители Ист-Энда». В 2011 году окончила Rose Bruford College по актёрской специальности.

## Карьера
Хилл окончила школу актёрского мастерства Роуз Бруфорд Колледж. Её дебютом стала роль в двух эпизодах третьего сезона сериала «Уайтчэпел» на канале ITV. После этого она снялась в роли кассира в фильме «uwantme2killhim?» (2013), а также участвовала в театральных постановках «Как вам это понравится» и «Место встречи», исполнив роли Фиби и Джорджа, соответственно.
В 2016 году она должна сняться в «звёздном» выпуске шоу «The Great British Bake Off» в поддержку движения «Sport Relief».

### «Жители Ист-Энда»
В октябре 2013 стало известно, что Дэнни Дайер и Келли Брайт исполнят роли Мика и Линды Картер в сериале «Жители Ист-Энда», став новыми хозяевами паба «Королева Виктория». В конце того же месяца было объявлено, что роли Нэнси и Джонни — детей Мика и Линды — исполнят Хилл и Сэм Страйк. Комментируя эту новость, Хилл сказала: «Получить такую невероятную возможность — большая честь для меня. С нетерпением жду начала съёмок в компании таких талантливых актёров». Впервые Хилл появилась на экране в роли Нэнси 1 января 2014 года, где по сюжету семья героини забирает ту из-под венца, поскольку не одобряет её жениха. С момента появления в сериале, героиня Хилл участвовала в нескольких сюжетных линиях: отношения с Уэйном Лэдлоу, Декстером Хартманом и Тамваром Масудом, её постоянные припадки эпилепсии, а также комедийные эпизоды с её участием.

## Личная жизнь
В настоящее время проживает в Лондоне.

## Фильмография

### Фильм
| Год  | Фильм            | Роль           | Примечания |
| ---- | ---------------- | -------------- | ---------- |
| 2013 | Uwantme2killhim? | Девушка-кассир |            |

### Телевидение
| Год     | Название           | Роль             | Примечания      |
| ------- | ------------------ | ---------------- | --------------- |
| 2012    | Уайтчепел          | Лара Лоуренс     | 2 эпизода       |
| 2014−16 | Жители Ист-Энда    | Нэнси Картер     | Постоянная роль |
| 2014    | Одно шоу           | Играет саму себя | Гость           |
| 2014    | Мастер Шеф         | Играет саму себя | Гость           |
| 2014    | Лоррейн            | Играет саму себя | Гость           |
| 2016    | Британская выпечка | Играет саму себя | Соперник        |

### Театр
| Год  | Название             | Роль     | Примечания |
| ---- | -------------------- | -------- | ---------- |
| 2012 | Как вам это нравится | Фиби     |            |
| 2013 | Место встречи        | Джорджия |            |

## Награды и номинации
| Год  | Премия                     | Номинация       | Работа                           | Результат | Источник |
| ---- | -------------------------- | --------------- | -------------------------------- | --------- | -------- |
| 2014 | British Soap Awards        | Лучший дебютант | Нэнси Картер в «Жители Ист-Энда» | Победа    | [ 4 ]    |
| 2014 | Inside Soap Awards         | Лучший дебютант | Нэнси Картер в «Жители Ист-Энда» | Номинация | [ 5 ]    |
| 2014 | TV Choice Awards           | Лучший дебютант | Нэнси Картер в «Жители Ист-Энда» | Номинация |          |
| 2014 | Telly Spy Awards           | Лучший дебютант | Нэнси Картер в «Жители Ист-Энда» | Победа    |          |
| 2014 | Digital Spy Reader Awards  | Лучший дебютант | Нэнси Картер в «Жители Ист-Энда» | Победа    | [ 6 ]    |
| 2015 | National Television Awards | Лучший дебютант | Нэнси Картер в «Жители Ист-Энда» | Победа    | [ 7 ]    |
| 2015 | Inside Soap Awards         | Лучший дебютант | Нэнси Картер в «Жители Ист-Энда» | Номинация | [ 8 ]    |